# Sportclub Austria Lustenau 2015-2016

## Rosa
| N. |                     | Ruolo | Calciatore          |
| -- | ------------------- | ----- | ------------------- |
| 1  | Austria (bandiera)  | P     | Christopher Knett   |
| 4  | Austria (bandiera)  | D     | Martin Kreuzriegler |
| 5  | Austria (bandiera)  | D     | Christoph Stückler  |
| 6  | Austria (bandiera)  | C     | Lukas Tursch        |
| 7  | Brasile (bandiera)  | A     | Jailson             |
| 8  | Brasile (bandiera)  | A     | Bruno               |
| 9  | Austria (bandiera)  | A     | Seifedin Chabbi     |
| 10 | Germania (bandiera) | C     | Julian Wießmeier    |
| 11 | Brasile (bandiera)  | C     | Galvão              |
| 12 | Austria (bandiera)  | A     | Thiago              |
| 14 | Austria (bandiera)  | A     | Alexander Aschauer  |
| 15 | Austria (bandiera)  | P     | Nicolas Mohr        |

| N. |                     | Ruolo | Calciatore       |
| -- | ------------------- | ----- | ---------------- |
| 16 | Austria (bandiera)  | C     | Peter Haring     |
| 17 | Austria (bandiera)  | C     | Daniel Sobkova   |
| 19 | Austria (bandiera)  | D     | Maximilian Moser |
| 20 | Benin (bandiera)    | C     | Jodel Dossou     |
| 23 | Austria (bandiera)  | C     | Pius Grabher     |
| 24 | Austria (bandiera)  | C     | Mario Bolter     |
| 26 | Austria (bandiera)  | C     | Lukas Grill      |
| 28 | Germania (bandiera) | C     | Philip Roller    |
| 33 | Turchia (bandiera)  | D     | İlkay Durmuş     |
| 66 | Austria (bandiera)  | D     | Emanuel Sakic    |
| 70 | Austria (bandiera)  | A     | Yusuf Özüyer     |